# Cholo (Maláui)
Cholo (Thyolo) é um distrito do Maláui localizado na Região Sul. Sua capital é a cidade homónima.